# Agnes Magdalene von Anhalt-Dessau
Agnes Magdalene von Anhalt-Dessau (* 29. März 1590 in Dessau; † 24. Oktober 1626 in Eschwege) war eine Prinzessin von Anhalt-Dessau und durch Heirat Landgräfin von Hessen-Kassel.

## Leben
Agnes Magdalene war die zweite Tochter des Fürsten Johann Georg I. von Anhalt-Dessau (1567–1618) aus dessen erster Ehe mit Dorothea (1561–1594), Tochter des Grafen Johann Albrecht VI. von Mansfeld in Arnstein.
Sie heiratete am 14. Juni 1617 in Dessau Landgraf Otto von Hessen-Kassel, der sich aber nach nur einigen Wochen Ehe versehentlich selbst erschoss. Ihre neunjährige Witwenzeit verbrachte Agnes Magdalene auf ihrem Wittum in Eschwege, wo sie die Gräuel des beginnenden Dreißigjährigen Krieges erlebte und sich vornehmlich mit ärztlichen Heilmitteln beschäftigte. Agnes Magdalene lag im permanenten Streit mit ihrem Schwiegervater Moritz, der ihr Wittum für seine eigene Gemahlin beanspruchte.
Agnes Magdalene wurde in der Eschweger Dionyskirche bestattet. Da Agnes Magdalene ihre Morgengabe ihrer ledigen Schwester übereignet hatte, fanden Verhandlungen zwischen Anhalt und Landgraf Wilhelm V. wegen der Heirats-, Rückfalls-, Begräbnis- und Wittumskosten statt, bei denen Anhalt schließlich 12.000 Gulden ausbezahlt wurden.